# スキピオ・アエミリアヌス
プブリウス・コルネリウス・スキピオ・アフリカヌス・アエミリアヌス（ラテン語: Publius Cornelius Scipio Africanus Aemilianus、紀元前185年 - 紀元前129年）は、共和政ローマ中期の政務官。パトリキの名門アエミリウス氏族の生まれだが、コルネリウス氏族スキピオ家に養子入りし、2度にわたって特例で執政官に選出され、養祖父大スキピオが降伏させたカルタゴを破壊し、泥沼のヌマンティア戦争を終結させた。
スキピオ・アエミリアヌスと省略され、第二次ポエニ戦争で活躍したスキピオ・アフリカヌス（大スキピオ）と区別して小スキピオとも称されるため、以下文中では「小スキピオ」と記載する。

## 出生

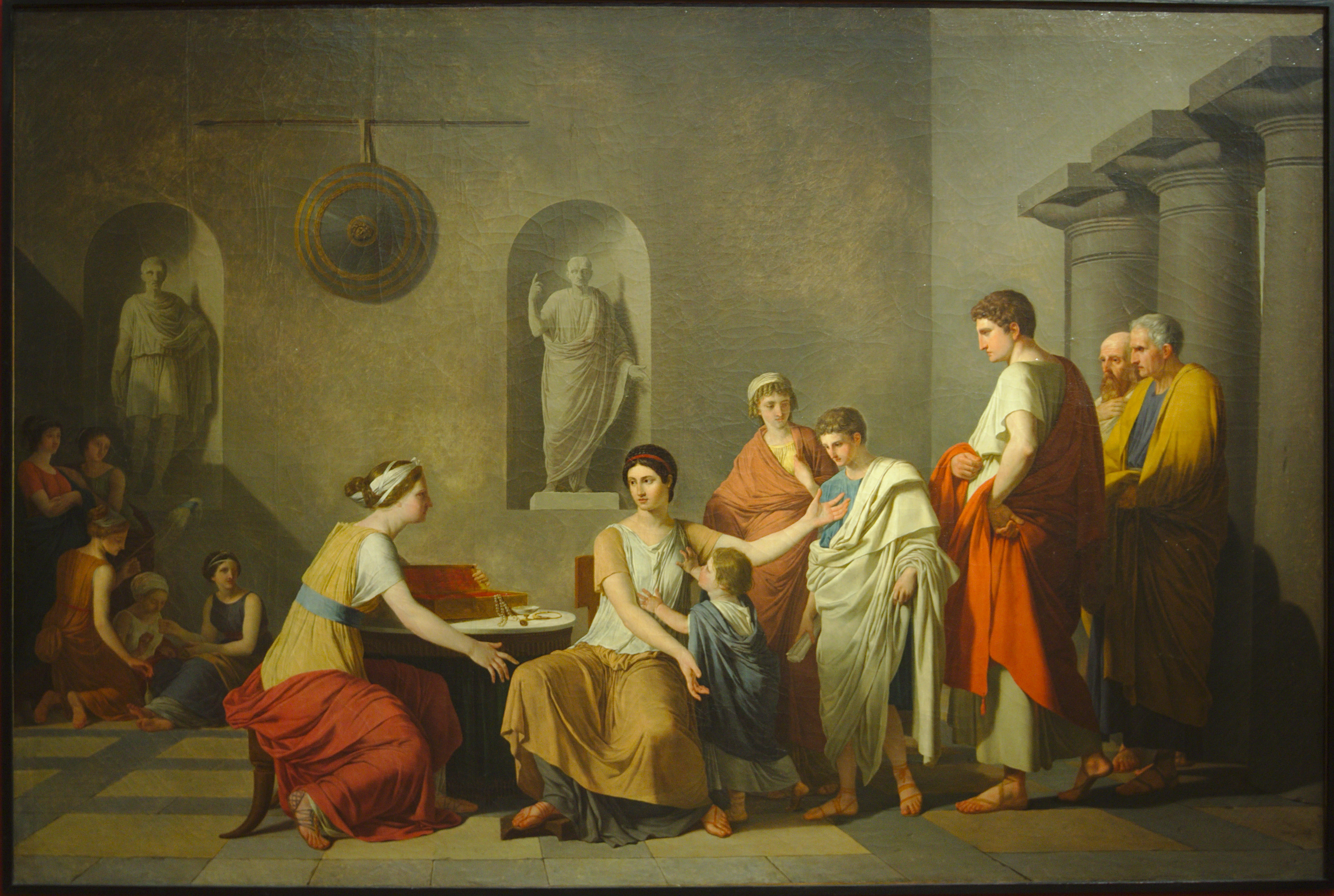
ジョセフ・ブノワ・スヴェ『コルネリアとグラックス兄弟』（1795年頃）ブザンソン美術館所蔵

ルキウス・アエミリウス・パウッルス・マケドニクスの息子として誕生したが、その後大スキピオの長男で病弱だったプブリウスの養子としてスキピオ家に入り、以降は「プブリウス・コルネリウス・スキピオ・アエミリアヌス」を名乗った。プルタルコスによれば、マケドニクスの子のうちでも最も期待された活発な子であったという。
実のおばであるアエミリアは養祖父大スキピオの妻で、大スキピオは義理のおじにもなる。実兄のクィントゥス・ファビウス・マクシムス・アエミリアヌスもクィントゥス・ファビウス・マクシムスの養子になっている。
大スキピオの娘コルネリア・アフリカナは、年の離れた大グラックスと結婚して3人の子を儲けた。グラックス兄弟とセンプロニアで、そのセンプロニアが小スキピオの妻であり、兄弟とは生来の血縁に加えて義兄弟という立場でもあった。ティベリウス・グラックスは小スキピオの下で働き、多くのものを学んだといい、弟ガイウス・グラックスも小スキピオの下で従軍している。
- ルキウス・アエミリウス・パウッルス：実祖父
  - ルキウス・アエミリウス・パウッルス・マケドニクス：実父
    - クィントゥス・ファビウス・マクシムス・アエミリアヌス：実兄
    - 小スキピオ

  - アエミリア：実のおば、大スキピオの妻
- スキピオ・アフリカヌス（大スキピオ）：養祖父
  - プブリウス・コルネリウス・スキピオ：養父でおばの実子
    - 小スキピオ（養子入り）

  - コルネリア・アフリカナ：養父の妹
  - 大グラックス：養父の妹の夫
    - センプロニア：妻、養父の妹の子
    - ティベリウス・グラックス：妻の兄弟
    - ガイウス・グラックス：妻の兄弟

## 経歴

### ポリュビオスとの出会い

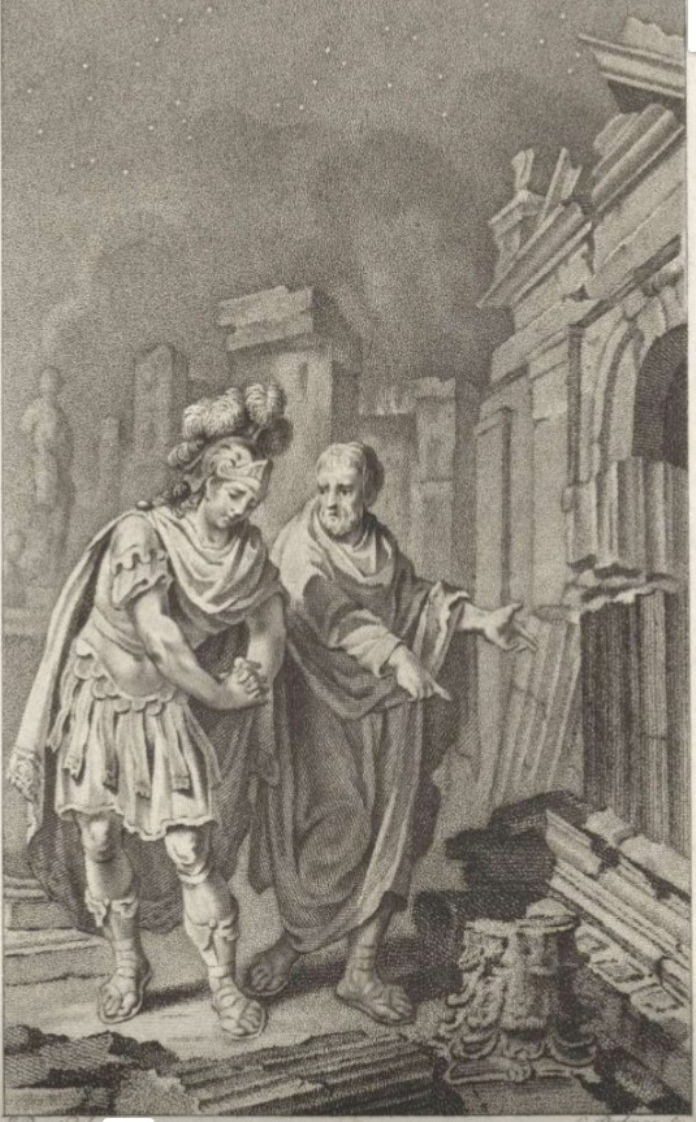
ヤコブス・ボイス『破壊後カルタゴの前に立つスキピオ・アエミリアヌスとポリュビオス』（1797年頃）アムステルダム博物館所蔵

紀元前168年には実父アエミリウスが指揮する第三次マケドニア戦争に従軍しピュドナの戦いに参加している。追撃部隊に加わった小スキピオは行方不明となって全軍が落胆したが、返り血で血まみれになって戻ってきたという逸話が残っている。実父によってアンティゴノス朝は滅ぼされ、アカイア同盟の指導層1000名がローマに連行されたが、この中に騎兵隊長であったポリュビオスも含まれていた。彼はアエミリウスの知己として彼の家に滞在し、ストア派のパナイティオスと共に小スキピオとその兄の家庭教師を務め、特に小スキピオとの友情を育んだ。
二人の友情は本の貸し借りから始まったとポリュビオスは記している。あるとき、ポリュビオスと二人きりになった小スキピオは、兄とばかり話すポリュビオスに不満を漏らし、「自分は他の若者のように法廷に関わらないから周りから大人しいと思われている、それが辛い」と打ち明けた。ポリュビオスは年長の兄を立てているだけだと諭すと、まだ未成年だった彼の気概を賞賛し、力になることを約束したという。
紀元前160年に実父アエミリウスが亡くなると、あまりにも貧しく亡くなったため、不動産の一部を処分することになったという。紀元前151年にアカイア同盟から連行された人々の帰還がやっと認められたが、その頃にはその多くが亡くなっていた。ポリュビオスも解放されたが、小スキピオと兄がプラエトル（法務官）に願い出てローマ滞在が認められた。

### 青年期
紀元前151年、苦戦続きのヌマンティア戦争に志願する者が減っていた。その頃には将来を有望視されていた小スキピオはマケドニアからも仲裁を頼まれていたが、軍での経歴を求めて自ら名乗り出て執政官ルキウス・リキニウス・ルクッルスの配下のトリブヌス・ミリトゥム（士官）となったため、市民の人気を集め、志願兵も集まったという。
小スキピオは蛮族と一騎打ちを行い、それに勝利するとインテルカティアでは城壁に一番乗りしたという。この頃ローマ市ではマルクス・ポルキウス・カト・ケンソリウス（大カト）とプブリウス・コルネリウス・スキピオ・ナシカ・コルクルムがカルタゴの処遇を巡って対立していた。小スキピオの活躍を聞いた大カトは彼を賞賛し、他の者たちの不甲斐なさを嘆いたという。
紀元前150年、ルクッルスの使者としてヒスパニアから北アフリカへと渡り、カルタゴ領をかすめ取っていたヌミディアのマシニッサに援軍を求めたが、カルタゴと両方から仲介を求められ、マシニッサは昔大スキピオから受けた恩を忘れず、小スキピオにヌミディア騎兵の大部分を預けたという。この年の春、マシニッサとカルタゴは一戦交えており（オロスコパの戦い）、夏にはローマがカルタゴに宣戦布告した。

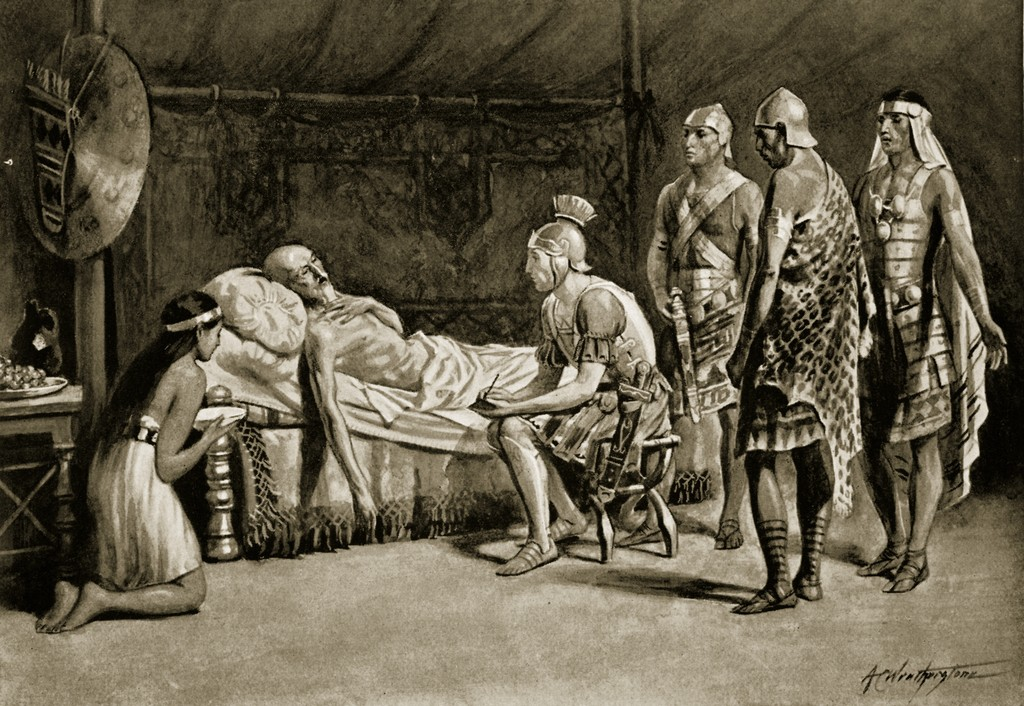
『マシニッサを看取る小スキピオ』Bridgeman Art Library所蔵

### 第三次ポエニ戦争
紀元前149年から、第四軍団のトリブヌス・ミリトゥムとしてマニウス・マニリウスの下で働き、チュニス湖の戦いで活躍した。
翌紀元前148年には、死の床にあったマシニッサから小スキピオを寄越すようマニリウスに依頼があった。彼は小スキピオに看取られることを望んでいたが、それが間に合わないと分かると、家族にローマ人とスキピオ家に従うよう言い残して亡くなった。小スキピオは彼の死後2日目に到着し、遺言に従って彼の3人の息子にヌミディアを分割し、カルタゴの勇者ファメアス・ヒミルコ（en）を仲間に引き入れて帰ってきたという。

#### 執政官選出
帰国した彼はアエディリス（按察官）の候補者だったが、人々は彼を執政官に選出し、元老院は（担当地を決める）くじ引きをせず、アフリカを担当させたという。これについて、選出されるにはプロフェッシオ（立候補宣言）が必要なはずだと主張する学者もいるが、恐らく義務ではなく、候補者でなくともケントゥリア（執政官選挙はケントゥリア民会で行われ、各ケントゥリアが単位となる）が投票した前例があり、恐らく小スキピオも、立候補しないままに、蓋を開けてみれば過半数の票を集めて選出されたと考えられる。大スキピオは24才でインペリウム（指揮権）を与えられており、彼の伝説も意識されていただろう。結局元老院は護民官に依頼し、プレブス民会でこの年だけ、政務官の年齢制限を定めたウィッリウス法を停止する決議を取らせた。
紀元前147年、ガイウス・リウィウス・ドルススと共に執政官に選出されると、ルキウス・ホスティリウス・マンキヌスが封鎖していたカルタゴへ遠征した。海上封鎖を強化したが、カルタゴ側も新しい水路を作って艦隊を出撃させ、カルタゴ港海戦が起ったが勝利し、またネフェリスの戦い (紀元前147年)でもカルタゴの将軍ハスドルバル (ボイオータルケス)に勝利した。

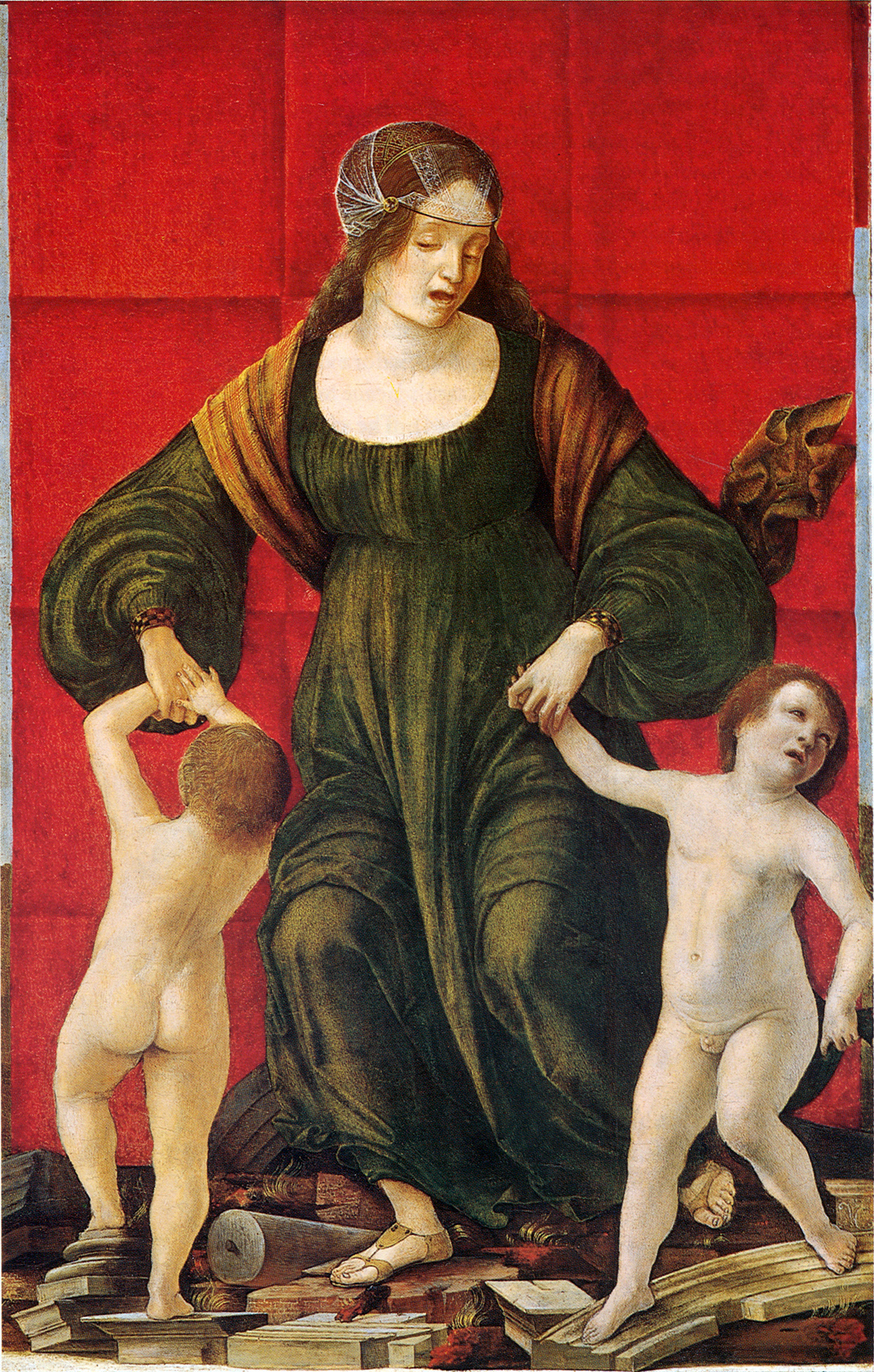
エルコレ・デ・ロベルティ『ハスドルバルの妻と子供たち』ナショナル・ギャラリー (ワシントン)所蔵

翌紀元前146年、カルタゴへの攻撃を継続し、全長34kmとも言われる防壁を破って陥落させた。戦利品の多くはカルタゴがシキリアから奪ったものであったため、元の持ち主に返還されたという。ハスドルバルは降伏したが、彼に降伏を勧めていた妻は二人の子と共に炎の中に身を投げている。奪われたものを取り戻しに来るようにシキリアの都市に手紙を送ったことは、彼の優しさを表すエピソードとして伝わっている。また、マシニッサの縁の者が奴隷として売られているのを知った小スキピオは、彼にきちんとした身なりを整えさせて故郷へ送り返したという。
この戦いでは同行していたポリュビオスも小スキピオに助言している。ハスドルバルが小スキピオに取りすがり助命を嘆願する姿を見て、カルタゴの兵士は恥知らずと罵ったという。勝利者となった小スキピオはポリュビオスの手を握り、「喜ばしいことだ。だが、いつかわが祖国も同じ運命を辿るのではないか、そんな気がしてならないのだ」と語りかけ、そしてこの栄華を極めたカルタゴが燃え尽きる様を見ながら涙を流し、これまで戦ってきた相手のために悲しむと、これまで同じように滅びてきた国々を思い、ホメーロスの一節を口ずさんだ。

日は來るべしイーリオン、聖なる都城亡びの日、

槍に秀づるプリアモス、民衆ともに亡びの日。
ホメーロス『イーリアス』6.448-449（土井晩翠訳）

この勝利によって凱旋式を挙行すると、実父マケドニクスに倣って祝祭を行ったという。そこで非ローマ市民の脱走兵を肉食獣に与えて見世物にした。なお、カルタゴに塩を撒いたという巷説は古代に記述はなく、後世の創作である。

#### ポリュビオスの航海
また恐らくカルタゴを滅ぼした直後、スキピオは同行していたポリュビオスに艦隊を与えてカルタゴ以西に向かわせている。カルタゴとローマは過去4度の条約を締結していたが、アフリカ大陸についての情報は得られず、カルタゴ領の調査のためと思われるが、大プリニウスはポリュビオスの個人的好奇心による発案とし、アカイア同盟の指導者でありながらローマに従う彼の気晴らしが動機であったとする学者もいる。この航海は、学者の意見はドラア川までとセネガル川までとするものに分かれているが、カルタゴの小規模な交易基地があるだけで、注意すべき取引は金だけであり、それもローマ側には察知されなかったと思われ、恐らくポリュビオスはなんの脅威も見つからなかったことを報告した後、146年の執政官ルキウス・ムンミウスがコリントスを破壊するところを目撃している（コリントスの戦い）。

### ケンソル
紀元前144年、執政官セルウィウス・スルピキウス・ガルバとルキウス・アウレリウス・コッタがヒスパニアでの指揮権を望んだとき、小スキピオは、持たざるものと満たされぬものである二人のどちらも送るべきではないと元老院で意見を述べたという。結果、ヒスパニア・ウルテリオルでは前年の執政官で兄のファビウス・アエミリアヌスが継続して指揮した。
紀元前142年、ルキウス・ムンミウスと共にケンソル（監察官）に選出された。就任時に行った演説「モラルについて」の中で、養子制度の問題点について言及し、ノタ・ケンソリア（ケンソルの譴責、モラルに欠ける者などを降格処分にできる）の前例を示し、父祖に倣うことを宣言した。
彼らは未完成だったアエミリウス橋を完成させ、このとき初めて天井を金メッキ処理するようになったという。小スキピオは、ケンスス（国勢調査、資産を調べトリブスとケントゥリアに登録する）の完了の儀式（ルストルム）の締めの祈りを、これまでの「ローマがよりよくなりますように」から、今で十分なので「この繁栄が永遠に続きますように」に変更したといい、エクィテス（騎兵部隊。最富裕層で国から馬を支給される）の再審査の際には、とある者が偽証していることを知ってはいたが、誰も訴追しなかったためにその権力を振りかざすことはしなかったという。ケンススの結果は328,442人を数え、プブリウス・コルネリウス・スキピオ・ナシカ・コルクルムをプリンケプス・セナトゥス（元老院第一人者）に再指名した。
紀元前140年、護民官ティベリウス・クラウディウス・アセッルスによってルストルムの不備で訴追された。小スキピオによってエクィテスから降格させらそうになっており、その復讐であった。彼はケンススで虚偽の資産報告を行い、売春婦に入れあげていたようである。訴追された場合髭を伸ばしみすぼらしい格好をするものだが、小スキピオは髭を剃って堂々としていたようで、アセッルスに対して「agas asellum」（ロバの子（アセッルスはロバの子の意）を引っ張れ）と言ったことが語り草となっている。これは、無能なアセッルスは引っ張りでもしなければ動かないという意味や、エクィテスから降格され馬を没収された彼に、ロバでも引いていろと言ったという意味に取られている。また、お前のような者を助けたムンミウスが儀式を行ったのだから不備があって当然だ、というような事も言い放ったようである。
またこの頃、ルキウス・カエキリウス・メテッルス・カルウスらと共にプトレマイオス朝エジプト、ロドス島、アッタロス朝ペルガモン、セレウコス朝シリアなどを視察したようで、プトレマイオス8世は盛大な宴でもって歓待したものの、質素な食事を貫き、財宝などにも目もくれず、代わりに国情をつぶさに観察し、キプロス島などを巡って帰国した。どこででもそのような調子で各国の関係を修復し、条約を更新したため、ローマへの評判が高まったという。

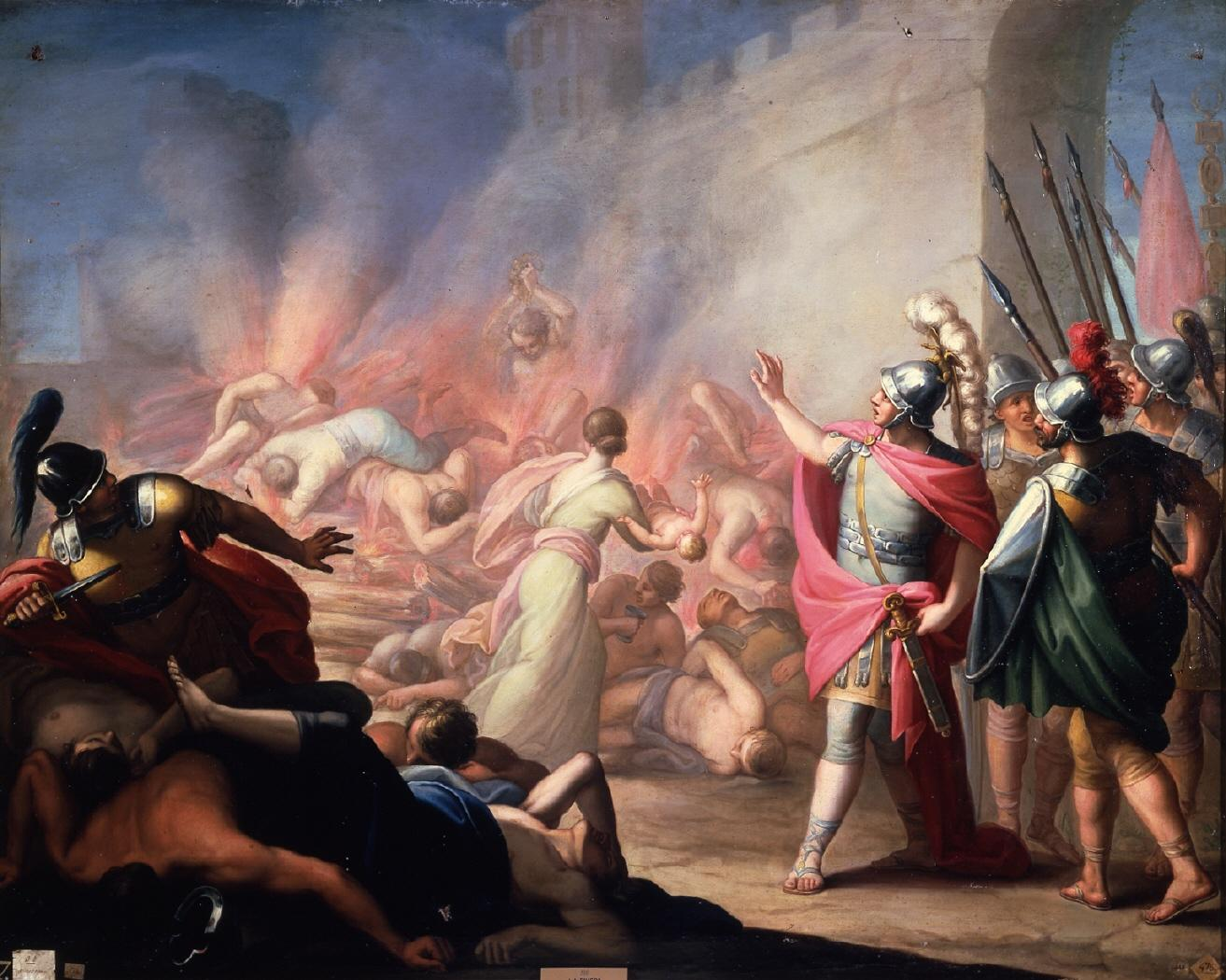
フアン・アントニオ・リベラ『ヌマンティアの破壊』（1802年）王立サン・フェルナンド美術アカデミー所蔵

### ヌマンティア戦争
紀元前134年、2度目の執政官に選出された。同僚はガイウス・フルウィウス・フラックスであった。泥沼のヌマンティア戦争を打開できるのは小スキピオだけと、元老院と人々は彼の再度の執政官就任を求めたものの、再選出は法で禁じられていたため一度断っている。そして前回同様特例によって選出された。恐らく前回のように特例を認める民会決議と、彼にヒスパニアでの指揮権を与える法案が通過したものと思われる。
ヌマンティア戦争は、紀元前137年にクァエストル（財務官）だったティベリウス・グラックスが執政官ガイウス・ホスティリウス・マンキヌスの下で従軍し、ローマ軍の敗北を父親大グラックスの知名度によって救ったものの、元老院から責任追及されそうになっている。
ヌマンティアへは、ガイウス・グラックスや実兄ファビウス・マクシムスも従っている。また、マシニッサの子で当時のヌミディア王ミキプサは、息子ユグルタを援軍として送り出した。一説には、その死を望んでのことというが、ユグルタは小スキピオのやり方をよく学び活躍したため、小スキピオはミキプサ宛の手紙では賞賛しているものの、本人にはローマ人の友情を金で買おうとしないよう警告している。また、若きガイウス・マリウスも騎兵として従軍しており、小スキピオは活躍した彼を次の指導者として賞賛したという。たるみきった軍に対しては、付いてきていた2000人の商売女を追い払い、荷駄を運ぶ動物を売って兵士に担がせ、軍規違反には厳しい態度で臨んで軍規を立て直した。
小スキピオは6万の軍を率いていたが、意気軒昂なヌマンティア軍とはたとえ数的優位があっても会戦を避け、ヌマンティア市を包囲した（ヌマンティア包囲戦）。翌紀元前133年、食料の尽きたヌマンティア市はついに降伏し、破壊された。これでイベリア半島における大規模な反抗はなくなったが、平定には未だ長い時を必要とする。ローマ軍は後退した場合敵として扱うと小スキピオに宣言され、飢餓に苦しむヌマンティアではついには人肉まで食べたと伝わる。帰国した小スキピオは2度目の凱旋式を挙行した。以降「ヌマンティヌス」の添え名を持つ。

### グラックス改革

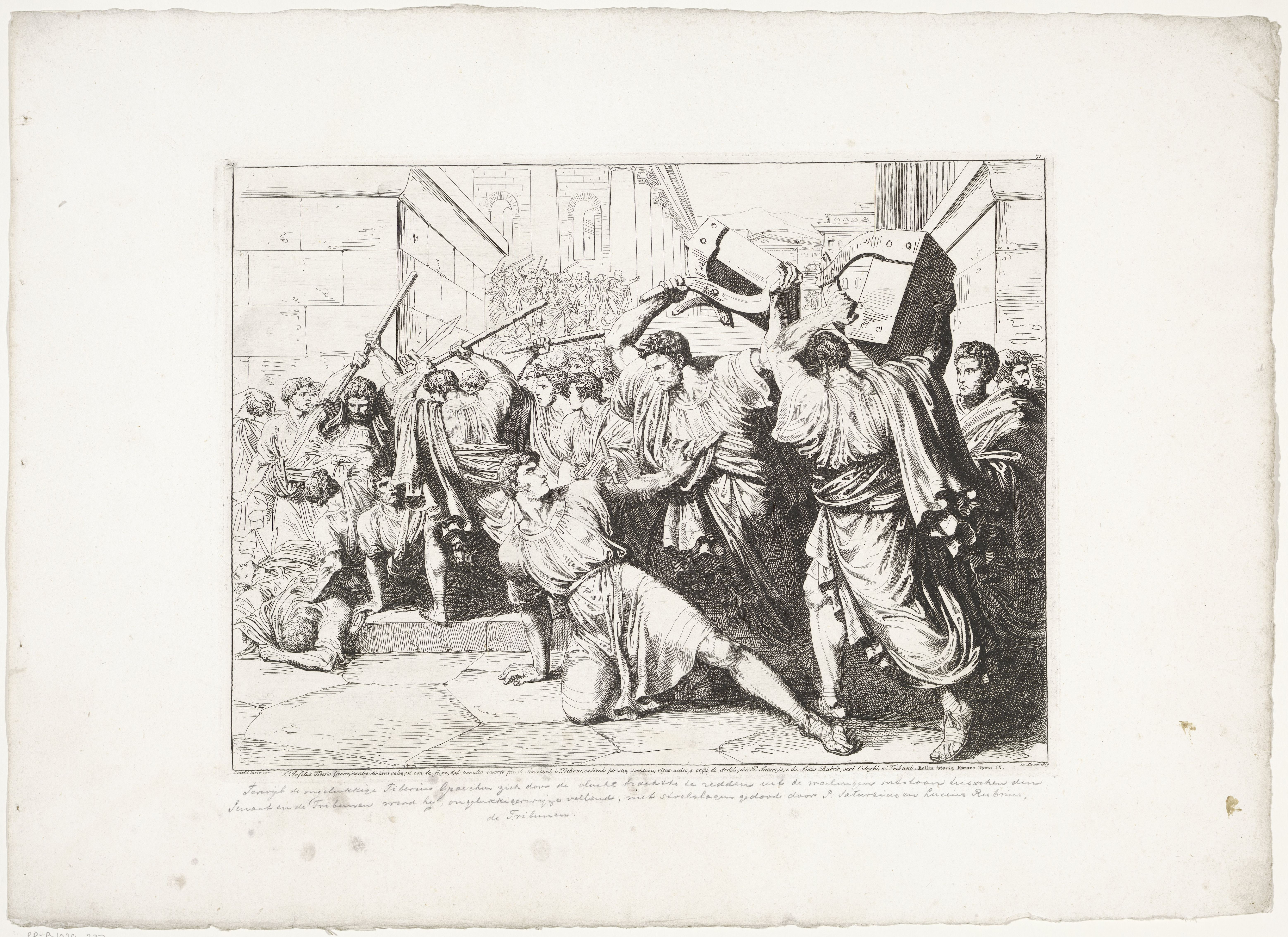
バルトロメオ・ピネッリ『ティベリウス・グラックスの死』（1818年）アムステルダム国立美術館所蔵

紀元前133年、ティベリウス・グラックスは護民官に選出され、社会危機のためとも、個人的動機からとも言われる改革を始め、護民官への再選出を狙ったが最終的に殺害された。
プルタルコスによれば、ティベリウスの護民官時代に小スキピオがいれば、彼を助けられたかも知れないとしているが、小スキピオはヌマンティア戦争で不在だった。彼の死を遠征先で聞いた小スキピオはホメーロスの『オデュッセイア』の一節を大声で諳んじたという。

かかる行爲に傚ふ者同じく斯くぞ亡ぶべき。
ホメーロス『オデュッセイア』1.47（土井晩翠訳）

また、帰国後にプレブス民会でティベリウスの死について尋ねられると、その方針を嫌っていたことを明らかにしたため、人々から憎まれたという。

### 謎の死
紀元前129年、小スキピオは突然死去した。碑文からアウグル（鳥卜官）であったことが読み取れ、亡くなったのは春のラティウムの祝日の後であったと考えられる。死因については古代の記録では様々に描かれている。アッピアノスによれば、翌日の演説の草稿を枕元に置いた傷一つない小スキピオが、ベッドで死んでいるのが見つかったとしており、グラックス兄弟の母コルネリアと、その姉妹で小スキピオの妻であるセンプロニアの関与疑惑に言及している。センプロニアには奇形があり、子もおらず夫婦に愛情はなかったという。他にも反対派に殺された、または自裁した可能性も挙げている。
ティベリウスがスキピオ・ナシカ・セラピオに殺された後も、彼の農地法は廃止されず、土地分配のための三人委員会は機能しており、ガイウス・グラックスと共にマルクス・フラックスやガイウス・パピリウス・カルボが選出されていた。アッピアノスは、この土地分配で不満を持ったイタリック人たちが小スキピオを頼り、彼が三人委員会に反対したため、一部の過激派から狙われたとしている。この土地分配は同盟市戦争の遠因とも考えられている（同盟市戦争#土地利用を巡る争い）。
プルタルコスのロームルス伝とガイウス・グラックス伝で若干描写が異なっているが、アッピアノスと同じ本に基づいていた可能性が高い。コルネリアとセンプロニアの母娘が手にかけたという説は、ティベリウスの死後も土地分配が続けられており、弟ガイウスもいたことから考えて、農地法のためとか、愛情面からの動機は説得力に欠ける。自裁説にしても、小スキピオの性格上無理があり、確かに農地法支持派に配慮していた様子は読み取れるが、追い詰められる程であったとは考えにくい。
元老院議員をエクィテスから排除するという法案にも反対しており、元老院が黒幕とも考えられないが、ガイウス・パピリウス・カルボの提出した護民官再選を可能にする法案にも反対しており、イタリック人の肩を持ったことからも一部の民衆からは裏切り者と思われていたかもしれない。プルタルコスによれば、遺体には暴行の痕があったというが、もし無傷なのであれば、過労と暴飲暴食によって睡眠中に嘔吐し、窒息死したとも考えられる。

## 年表
- 紀元前185年 - 誕生
- 紀元前168年 - 第三次マケドニア戦争へ従軍。
- 紀元前151年 - ルクッルスの配下としてヌマンティア戦争へ従軍。
- 紀元前147年 - 執政官に選出。第三次ポエニ戦争でカルタゴを攻撃する。
- 紀元前146年 - カルタゴ陥落。
- 紀元前142年 - ケンソルへ選出。
- 紀元前134年 - 2度目の執政官に選出。ヌマンティア戦争を終結させる。

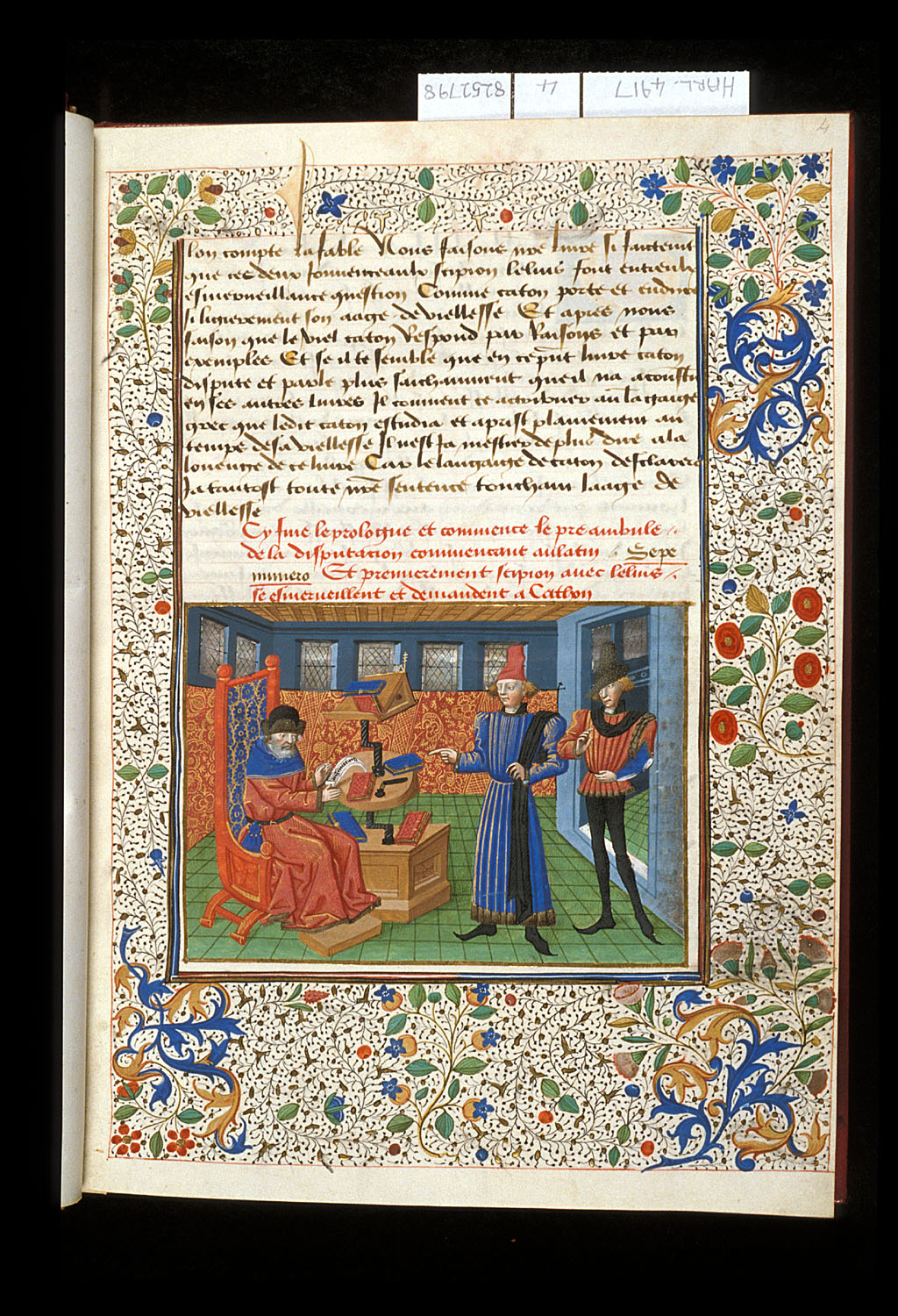
Maître de l'Échevinage de Rouenの描く小スキピオとラエリウス（15世紀後半）大英図書館収蔵のハーリー文庫より

- 紀元前129年 - 死去

## キケロの作品
大カトー様、私はここにいるラエリウスとよく話しております。

全てにおいてあなたの知恵は卓越しておられると。

しかしながら最も驚嘆すべきなのは、

あなたにとって老いることが少しも苦に見えない事なのです。
キケロ『老年について』2

スキピオは突然消えてしまった、しかし、

私の中では生きており、そして生き続ける。

私の愛した彼の美徳は不滅であって、いつでも私の前にあり、

後の世まで鮮明に思い出されるに違いないのだ。
キケロ『友情について』26.102

紀元前1世紀中頃に活躍した弁護士、哲学者のマルクス・トゥッリウス・キケロは、小スキピオを幾つかの作品に登場させている。『老年について』（De Senectute）ではまだ若い30半ばの彼を聞き手として登場させ、『友情について』（Laelius de Amicitia）は彼の死後、親友であったガイウス・ラエリウス・サピエンスが、娘婿のスカエウォラ・アウグルとガイウス・ファンニウス相手に彼との友情を語る内容となっている。戦時にはラエリウスが小スキピオを、平時には年少の小スキピオが年長のラエリウスを敬愛するという、彼らの美しい友情は後世でもよく知られていたという。

### 『国家について』
天を見よ。不滅の住家、古里でもあるこの天を、

ひたむきに見よ。己が成すべき大事こそ思わば、

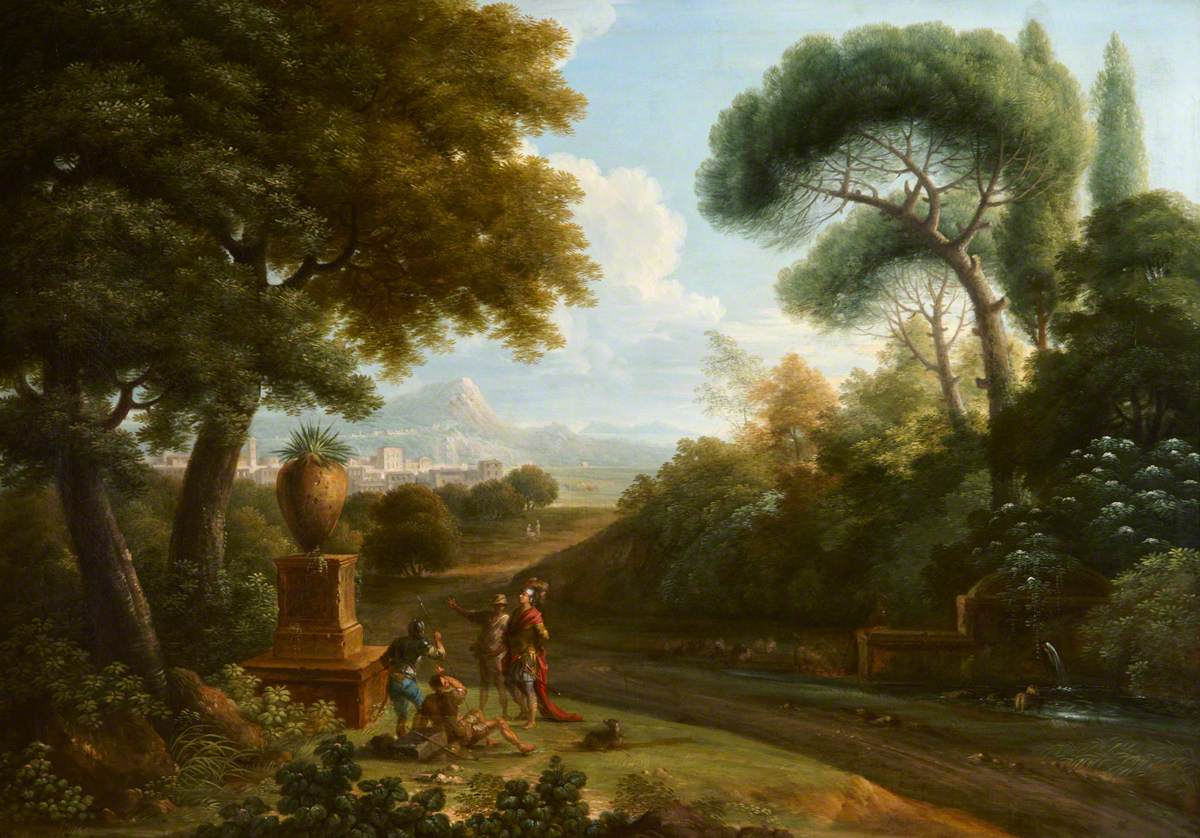
ヤン・フランス・ヴァン・ブローメン『大スキピオの墓に参る小スキピオ』ナショナル・トラスト所蔵

世俗の評判、報償なぞに、何の意味が見えようか。

ただ美徳のみが自ずから、汝を高きへと導くであろう。
キケロ『国家について』第6巻「スキピオの夢」15.25

『国家について』（De Re Publica）は紀元前54年からおそらく紀元前51年にかけて書かれた作品で、プラトンの『国家』に倣って、紀元前129年に小スキピオが彼の家で行った対話という形をとっている。その最後の第6巻は冒頭部分が欠損しているものの、マクロビウスによって伝わっており、夢の中で小スキピオが養祖父の大スキピオに会う話で、「スキピオの夢」と称され、宇宙の様子や魂について書かれた格調高いものとなっている。
なお「スキピオの夢」と称されるエピソードには、大スキピオがヒスパニア遠征の直前に見たとされる、「徳」の女神と「快楽」の女神の間の選択の物語があり、こちらの出典はシリウス・イタリクス『プニカ』第15巻である。ルネサンス期の画家ラファエロ・サンティが制作した絵画『騎士の夢』は後者による。
18世紀の音楽家ヴォルフガング・アマデウス・モーツァルトの音楽劇『シピオーネ（スキピオ）の夢（en）』（発表は1772年）はピエトロ・メタスタージオのリブレットに基づいており、こちらはキケロの宇宙論にイタリクスの物語を加えた折衷版になっている。

### スキピオ・サークル

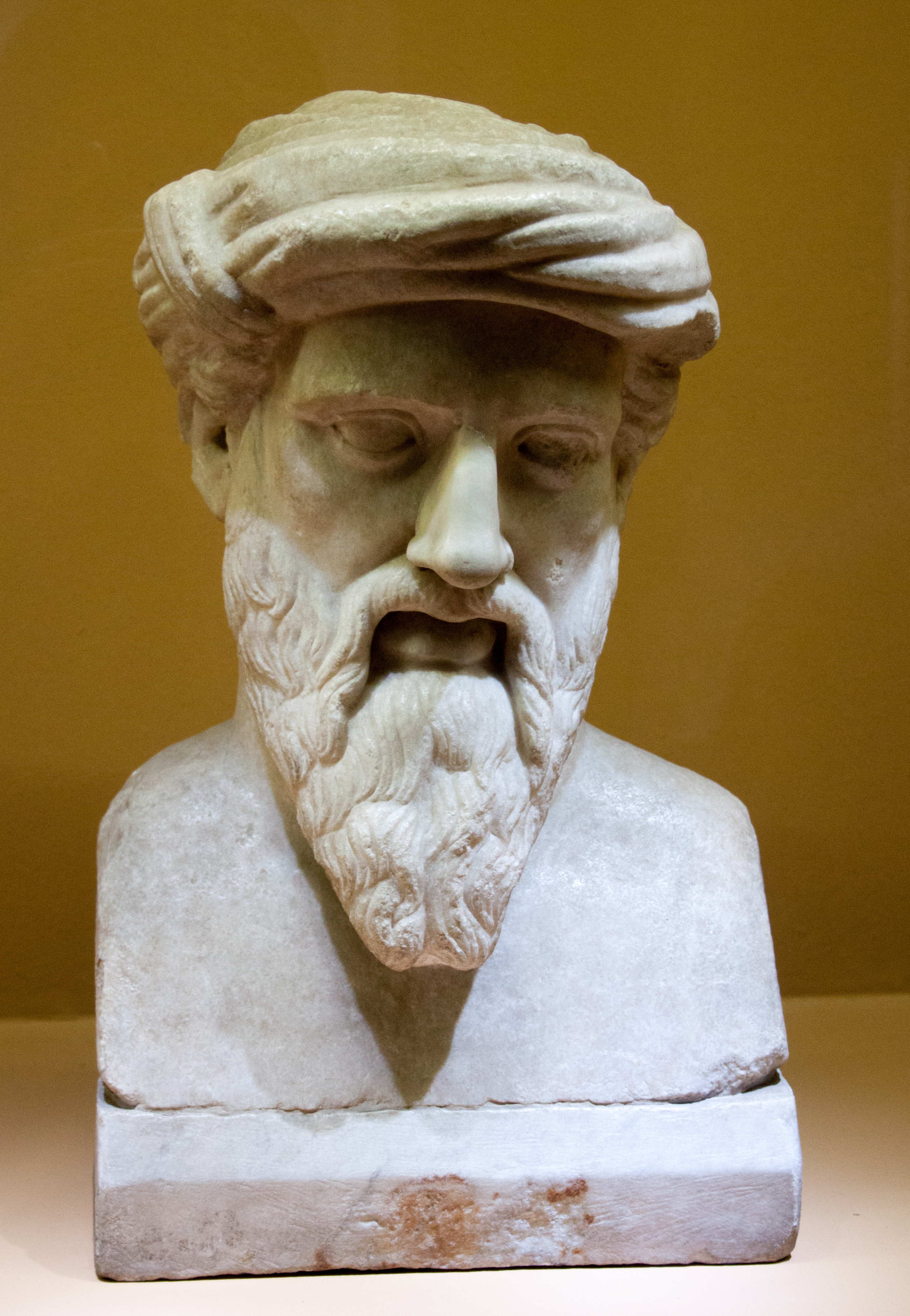
紀元前2世紀から紀元前1世紀にかけてローマでコピーされたピタゴラスの胸像。カピトリーノ美術館所蔵

ヌマ・ポンピリウスはピタゴラス派であったという説もあるが、

彼はピタゴラスよりずっと前の時代の人間だ。

これまで我が国が輩出してきた中でも最も偉大な人物、

小スキピオ、ラエリウス、ルキウス・フリウス・ピルスは、

ギリシアから招いた学者を常に側に置いていた。
キケロ『弁論家について』2.37.154

19世紀、これらのキケロの著作から、スキピオ・サークルの存在が推測され、小スキピオを哲学者とみなし、このサークルをヘレニズム化の象徴としてあまり裏付けの検討もなく受け入れられてきた。ヘルマン・シュトラスブルガーはこれをキケロの師であるルキウス・リキニウス・クラッススのグループの投影とし、信憑性に欠けると指摘したが、（キケロの描いた）クラッススのグループからは政治的な関係性が多少見出せるものの、『国家について』に登場する人物たちを政治的サークルとするには根拠が弱過ぎるという。その実態や存在自体について再検討も行われている。
テオドール・モムゼンによれば、小スキピオの父マケドニクスがギリシア文化の信奉者となり、子供たちにギリシア風の教育を施した。大カトはヘレニズム化に警鐘を鳴らしていたが、ギリシア風の教育はローマの上流階級に受け入れられていったという。スキピオ・サークルを構成していたのは、上記のキケロの挙げる小スキピオ、ラエリウス、フリウス・ピルスの他、ルキウス・ムンミウスの弟スプリウス、劇作家プブリウス・テレンティウス・アフェル、風刺詩で知られるガイウス・ルキリウス、ポリュビオス、哲学者パナイティオスであるという。